# La Malédiction de Lilith

La Malédiction de Lilith (titre original : The Genesis Plague) est un roman policier américain écrit par Michael Byrnes en 2010. Il a été publié en français aux éditions Belfond en 2012.

## Résumé
L'action se déroule simultanément en Irak et aux États-Unis. En Irak, un commando de l'armée américaine commandé par Jason Yaeger assiège un groupe d'islamistes terrés dans une grotte des monts Zagros. Parmi eux, se trouve l'un des chefs présumés d'al-Qaïda, Fahim Al-Zarhani, qu'il faut prendre vivant, selon les ordres du gouvernement américain. À l'entrée de la grotte, les hommes de Yaeger trouvent une carte d'identité au nom de Brooke Thompson.
En fait, cette grotte était déjà connue de certains Américains. En 2003, lors de la guerre contre l'Irak, des archéologues parmi lesquels la paléolinguiste Brooke Thompson y avaient fait des recherches. Thompson ne le savait pas mais l'affaire avait été financée par l'ancien marine Randall Stokes, maintenant devenu évangéliste à Las Vegas. On trouvait dans la grotte des peintures représentant une certaine déesse mésopotamienne nommée Lilith. Il semblait même que son tombeau y était également.
Pendant que les marines assiègent les islamistes dans la grotte, Brooke Thompson, la paléolinguiste, échappe de peu à un attentat à Boston. Seule la surveillance de Thomas Flaherty, un agent de la GSC, a pu faire qu'elle a survécu à la tentative de meurtre. Flaherty travaillait de concert avec Yaeger qui lui avait demandé d'interroger cette femme. En fouillant ses souvenirs, Thompson déclare à Flaherty que l'agence des armes biologiques américaine a été mêlée à l'époque à l'étude de la grotte.
Yaeger, qui assiège les islamistes, est également membre du GSC. Flaherty lui communique ses renseignements par émetteur Sat Com. Yaeger reçoit l'aide de marines commandés par un certain colonel Bryce Crawford, qui ne semble pas net dans cette histoire. Il ne parle pas à Yaeger de l'exploration de la grotte en 2003 bien que, de toute évidence, il en ait eu connaissance. Yaeger le soupçonne même d'avoir commandité la tentative d'assassinat sur Brooke Thompson. Il le surveille pendant que se déroulent les opérations visant à faire sortir les islamistes de la grotte et le voit communiquer avec un certain Randall Stokes, évangéliste à Las Vegas. Il donne le renseignement à Flaherty et lui demande d'aller l'interroger.
Flaherty et Brooke Thompson se rendent donc à Las Vegas. Pendant ce temps, les marines ont pu entrer dans la grotte et ils ont fait prisonnier Al-Zahrani. Celui-ci est très malade, comme s'il avait attrapé un virus dans la grotte. Les hommes qui l'accompagnaient sont morts tués de façon inexplicable.
À Las Vegas, Stokes, confiant de pouvoir éliminer ses interlocuteurs, explique à Flaherty et à Brooke qu'il a trouvé dans la grotte qu'il a découvert grâce à une carte donnée par un Arabe un virus permettant de tuer tous les Arabes de sexe mâle... comme cela s'est passé il y a six mille ans par l'entremise de Lilith. Il suffirait de faire attraper la maladie à quelques Arabes puis de faire propager la maladie dans tout le Moyen-Orient. Ainsi, les tensions dans cette partie du monde s'éteindraient d'elles-même. Stokes est neutralisé après avoir tenté d'assassiner Flaherty et la paléolinguiste.
Pendant ce temps, en Irak, Al-Zahrani est mort mais le colonel Crawford, complice de Stokes, est bien décidé à mettre en marche leur projet. Celui-ci a fait se reproduire dans une caverne de la grotte des milliers de rats noirs porteurs du virus et Crawford veut maintenant les libérer pour faire propager la maladie et la mort chez les Arabes.

## Les principaux personnages
- Jason Yaeger : commandant d'une unité militaire américaine au nord-est de l'Irak.
- Fahim Al-Zahrani : second chef d'Al-Qaïda et éventuel successeur d'Oussama ben Laden. Le gouvernement américain le veut vivant.
- Hazo : Kurde membre du commando de Jason Yaeger.
- Dennis Coombs : surnommé Meat. Membre du commando de Jason Yaeger.
- Randall Stokes : pasteur, chef d'une congrégation religieuse à Las Vegas. Marine, il a perdu une jambe à Mossoul lors d'un attentat. Il découvre la grotte contenant le tombeau de Lilith et le virus et met au point l'Opération Genèse visant à éliminer les Arabes mâles de tout le Moyen-Orient.
- Frank Roselli : ami et complice de Stokes, il travaille à l'élaboration de leur projet et engage les chercheurs qui vont analyser la grotte découverte par Stokes et ce qui s'y trouve. Stokes, le trouvant encombrant, l'élimine.
- Thomas Flaherty : agent secret de la Global Security Corporation (GSC).
- Brooke Thompson : paléolinguiste, conservateur des antiquités moyen-orientales du Musée des Beaux-Arts de Boston. A travaillé dans la grotte de Lilith pour le compte du groupe de Randall Stokes sans qu'elle le sache.
- Bryce Crawford : colonel de l'armée américaine en poste en Irak. Complice de Randall Stokes, il tente de mettre em marche l'Opération Genèse.

## Édition française
- Michael Byrnes. La Malédiction de Lilith. Éditions Belfond. 2012. 448 p.